# Tongmenghui
Notes
Nom en chinois : 中国同盟会 / 中國同盟會, zhōngguó tóngménghuì
Le Zhongguo Tongmenghui (chinois simplifié : 中国同盟会 ; chinois traditionnel : 中國同盟會 ; pinyin : zhōngguó tóngméng huì ; litt. « Société de l'alliance de Chine »), abrégé en Tongmenghui (en 同盟会 / 同盟會, tóngménghuì, « Société de l'alliance »), aussi connue sous le nom de Ligue unie ou d'Alliance révolutionnaire était une  société secrète et un mouvement de résistance clandestin créé par Sun Yat-sen et Song Jiaoren à Tōkyō, au Japon, le 20 août 1905.

## Organisation

Le ciel bleu au soleil blanc, emblème du Tongmenghui, devenu ensuite celui du Kuomintang.

Cette nouvelle organisation fut créée par la fusion du Xingzhonghui (littéralement « Société pour le redressement de la Chine ») de Sun, du Guangfuhui (« Société de restauration »), du Huaxinghui (« Société pour la renaissance de la Chine »), et d’autres groupes révolutionnaires chinois.
Combinant des objectifs républicains, nationalistes et socialistes, la plate-forme politique du Tongmenghui visait à « renverser les barbares mandchous, rendre la Chine aux Chinois, établir une république et redistribuer les terres avec égalité. »
Wang Jingwei fut un des membres de l’Alliance, qui plus tard devint le chef de l’État fantoche créé par les Japonais en Chine durant la Seconde Guerre mondiale.
En 1906, une section fut établie à Singapour à la suite d’une visite de Sun. Cette section qui s’appela la section de Nanyang servit de base pour l’organisation en Asie du Sud-Est.
Après de nombreux soulèvements infructueux, les membres du Tongmenghui jouèrent un rôle déterminant dans la révolution chinoise de 1911, qui mit à bas l'Empire. Après l’établissement de la République de Chine, le Tongmenghui conflua en août 1912 avec d'autres mouvements nationalistes pour former le noyau du nouveau parti de Sun, le Kuomintang, ce qui peut se traduire par « Parti nationaliste ».

## Pour en savoir plus